# Армантёль
Армантёль (фр. Armenteule, окс. Armentèula) — коммуна во Франции, находится в регионе Юг — Пиренеи. Департамент — Верхние Пиренеи. Входит в состав кантона Бордер-Лурон. Округ коммуны — Баньер-де-Бигор.
Код INSEE коммуны — 65027.

## География
Коммуна расположена приблизительно в 690 км к югу от Парижа, в 125 км юго-западнее Тулузы, в 55 км к юго-востоку от Тарба.
На западе коммуны протекает река Нест-дю-Лурон, а на севере — река Пудак (фр. Poudaque).

## Климат
Климат умеренно-океанический с солнечной тёплой погодой и обильными осадками на протяжении практически всего года.

## Население
Население коммуны на 2010 год составляло 60 человек.
| 1962 | 1968 | 1975 | 1982 | 1990 | 1999 | 2010 |
| ---- | ---- | ---- | ---- | ---- | ---- | ---- |
| 31   | 29   | 36   | 32   | 31   | 29   | 60   |

## Администрация
| Период | Период | Фамилия    | Партия | Примечания |
| ------ | ------ | ---------- | ------ | ---------- |
| 2001   | 2014   | Андре Усто |        |            |
| 2014   | 2020   | Жак Роше   |        |            |

## Экономика
В 2010 году среди 39 человек трудоспособного возраста (15-64 лет) 31 были экономически активными, 8 — неактивными (показатель активности — 79,5 %, в 1999 году было 83,3 %). Из 31 активных жителей работали 29 человек (18 мужчин и 11 женщин), безработных было 2 (0 мужчин и 2 женщины). Среди 8 неактивных 4 человека были учениками или студентами, 2 — пенсионерами, 2 были неактивными по другим причинам.

## Достопримечательности
- Церковь Св. Феликса (XII век). Исторический памятник с 1994 года[4]

## Фотогалерея

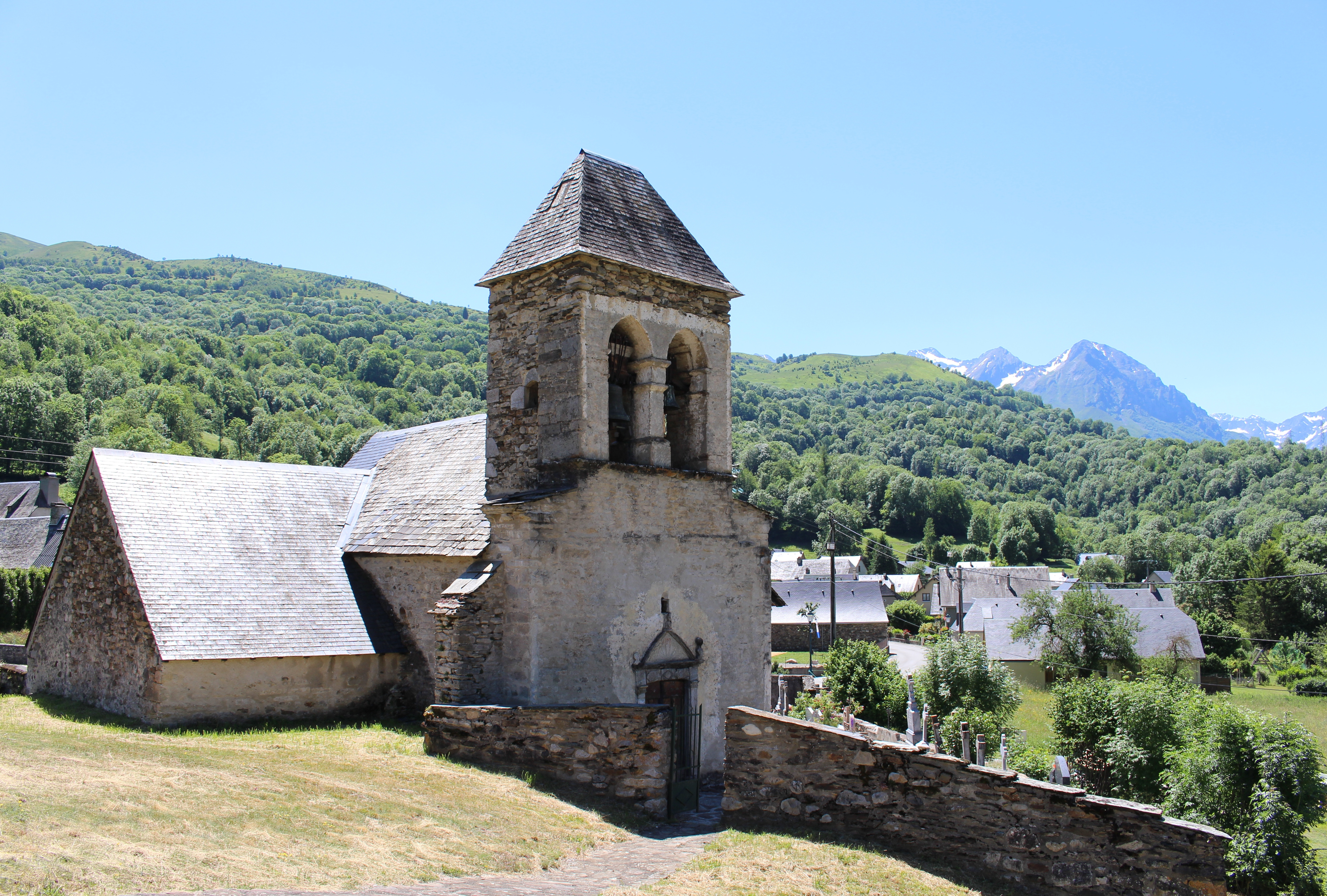
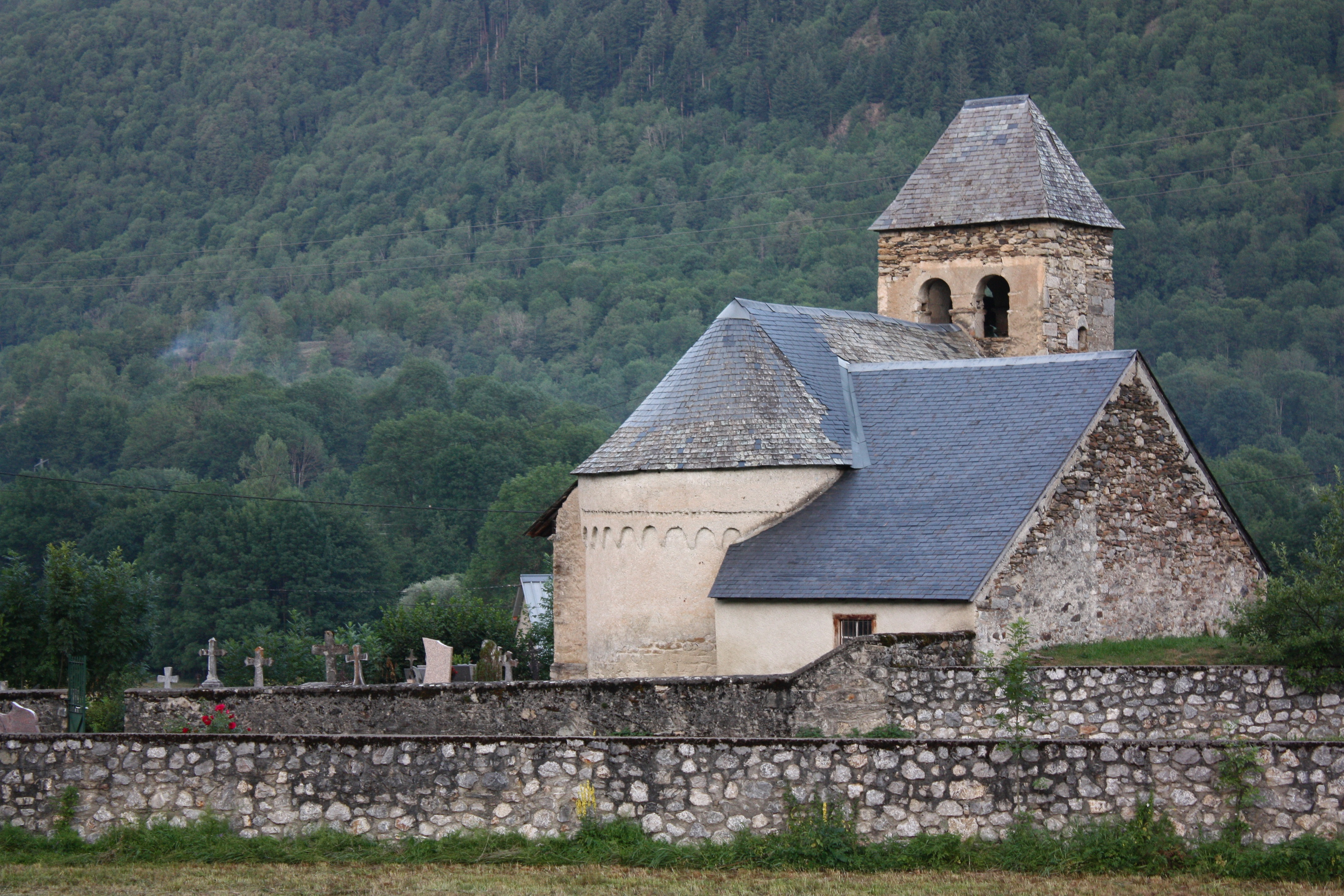
Церковь Св. Феликса
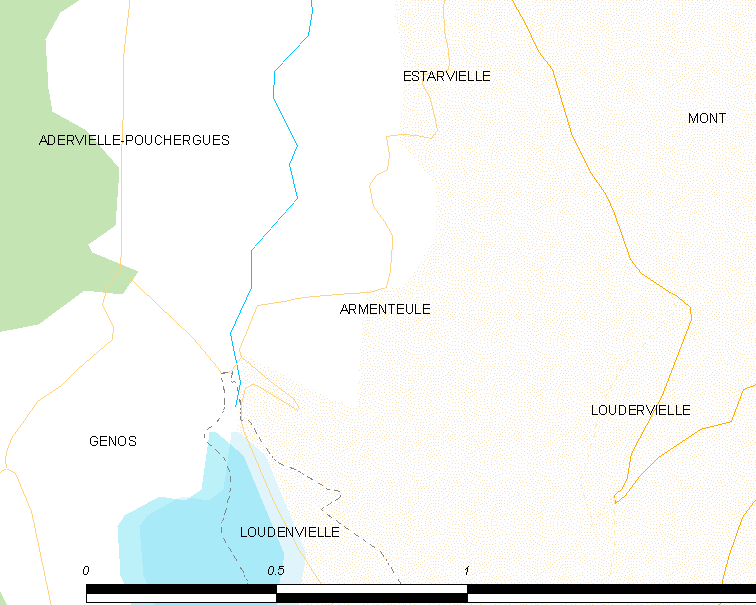
Карта коммуны